# Evagrio Pontico
Evagrio Pontico (in greco antico: Εὐάγριος ὁ Ποντικός?, in greco Bizantino Evágrios o Pondikós; in latino Evagrius Ponticus; Ibora, 345 – Egitto, 399) è stato un monaco cristiano, scrittore e asceta greco antico.

## Biografia
Evagrio nacque a Ibora, nella regione dell'Elenoponto (Asia minore), nel 345. Amico di Basilio di Cesarea e di Gregorio di Nazianzo, visse dapprima a Cesarea in Cappadocia, come membro del clero di Basilio,, che gli conferì il lettorato nel 369, e poi a Costantinopoli, dove si recò in seguito alla morte di Basilio nel 379 e dove fu ordinato diacono da Gregorio di cui fu coadiutore e segretario al concilio di Costantinopoli I.
Intorno al 382 si invaghì di una donna aristocratica sposata ma, avvertito in sogno da una visione di lasciare la città (secondo la Storia lausiaca), abbandonò Costantinopoli per Gerusalemme, dove fu accolto da Melania l'anziana, probabilmente nel monastero di Rufino, eretto dalla stessa Melania sul Monte degli Ulivi. Qui fu colpito da una febbre di origine divina dalla quale fu liberato quando, dopo sei mesi, Melania gli fece promettere che avrebbe abbandonato le vecchie abitudini mondane per dedicarsi alla vita monastica. Intorno al 383 si recò in Egitto tra i padri del deserto, prima a Nitria e, due anni dopo, a Cellia, dove visse fino alla sua morte; fu discepolo di Macario l'Egiziano, che per lui fu il principale maestro dopo Gregorio di Nazianzo, e di Macario di Alessandria, dal quale apprese le pratiche dell'ascetismo. Si mantenne in relazione con vari monaci egiziani, tra cui alcuni che in seguito furono coinvolti nella controversia origeniana, e con Melania e Rufino in Palestina; tra i suoi discepoli ebbe Palladio e Giovanni Cassiano.
Morì nel 399.

## Opere
Nei suoi scritti, in particolare nel Trattato sulla preghiera e nel Praktikos, racchiuse il suo insegnamento sulla vita monastica. A lui si deve una classificazione degli otto (in seguito diventati sette) peccati o vizi capitali, che chiamò pensieri, e dei mezzi per combatterli, discussi in varie opere tra cui il Praktikos, l'Antirrhetikos e gli Otto pensieri (CPG 2451). In particolare, nell'elencazione originaria mancava il vizio dell'invidia, mentre la tristezza era individuata come vizio a sé, e poi venne accorpata nell'accidia; stessa cosa accadde per la vanagloria, accorpata alla superbia. Gli altri vizi sono gli stessi conservatisi (ira, lussuria, avarizia, gola).
Le sue opere più importanti, oltre a quelle già citate, sono il De Oratione (Trattato sulla Pura preghiera), i Capitoli della conoscenza (Kephalaia gnostika) e il Libro delle confutazioni (Antirrhetikos), composte di aforismi e di brevi annotazioni; in tutto a Evagrio sono attribuite circa 60 opere (CPG 2430-2483), alcune sopravvissute solo sotto forma di frammenti.
I Capitoli della conoscenza  sono pervenuti in due versioni siriache e contengono la dottrina origenista della preesistenza delle anime in forma di intelletti puri, la loro caduta nei corpi che dà vita a angeli/demoni/umani e l'apocatastasi universale.
I trattati ascetici furono risparmiati dalla distruzione attribuendoli a san Nilo d'Ancira. Solo a partire dal XIX secolo furono attribuiti a Evagrio grazie alla loro omogeneità stilistica, coerenza interna e fusione tipica tra il genere orale degli apoftegmi dei Padri del deserto e quello trattatistico per il quale le sentenze possono essere lette separatamente le une dalle altre, ma anche in sequenza a formare un'unica opera letteraria su un determinato argomento.

## Pensiero
Con Origene, Evagrio credeva che in origine tutte le creature razionali fossero al cospetto della contemplazione di Dio Padre. A seconda dell'intensità del loro peccato, essi sono allontanate da Dio divenendo angeli, uomini oppure demoni. Cristo si è incarnato ed è risuscitato dalla morte di croce per rendere possibile la Redenzione e salvezza universale di tutto il creato (apocatastasi).
L'anima è divisa in una parte razionale e in una animale, secondo la teoria di Aristotele. L'anima razionale è suddivisa a sua volta in una parte irascibile, in una concupiscibile e in una razionale vera e propria, chiamata nous. Tale concezione dell'anima razionale riprende il Mito del carro alato di Platone. Il nous è capace della conoscenza intellettuale di Dio.
Nei Kephalaia Gnostica sostiene che "l'anima è il nous che, tramite la sua negligenza, è caduto dall'unità; e, in virtù della propria non-cueanza, è discesa fino al rango di praktike" (S1 ms., III, 28).
Nell''Antierrethikon, negli Otto spiriti malvagi e Sui diversi pensieri della malvagità  introduce la teoria degli otto vizi capitali, ispirati da altrettanti demoni reali che inducono altrettanti pensieri negativi che tentano verso il peccato. I demoni sono esseri limitati, privi di corpo e non possono leggere dentro l'anima umana, ma da ogni minima espressione esteriore del corpo riescono a comprendere l'interiorità dell'uomo, ispirando pensieri e fantasie. Il loro obbiettivo è mettere in moto le passioni per distogliere l'uomo dalla preghiera contemplativa e dal porsi alla ricerca del Verbo di Dio.
L'uomo è nello stato di praticante l'ascesi mediante la quale può giungere alla conoscenza contemplativa (gnostikè) dei principi buoni e razionali presenti in tutte le creature (loghismoi). Per conseguire tale stato, è essenziale l'assenza di passioni (apatheia) che permette di elevarsi a Dio nella preghiera, vero centro della vita cristiana e della mistica che permette di entrare in contatto col divino già in questa vita. Girolamo nell'epistola 133 criticò questo stato di impassibilità, dicendo che esso è proprio di Dio o di un sasso.
Evagrio fu condannato al concilio di Costantinopoli II nel 553 come origenista assieme a Origene e Didimo il Cieco. I motivi della scomunica sono formati da estratti delle sue opere.
Nonostante la condanna, Evagrio è venerato ancora oggi in tutto l'Oriente cristiano come un padre della vita monastica e un teologo di primo piano, ispiratore dell'esicasmo. La Filocalia gli dedica ampio spazio.

## Edizioni
- Diego Marchini (I. S. S. R. L.) Gli otto spiriti della malvagità - Edizione e traduzione di due antiche versioni latine, Città Nuova, collana Nuovi Testi Patristici, novembre 2024. ISBN 9788831127097 (prima edizione italiana)